# Benzenschwil
Benzenschwil es una localidad y antigua comuna suiza del cantón de Argovia, situada en el distrito de Muri.

## Historia
Los señores de Hünenberg poseían algunos bienes en la región, así como de los conventos de Muri y Frauenthal, y eran detentores de la alta y baja justicia. La bailía de Merenschwand, de la cual Benzenschwil hacía parte, se libera en 1394 (por compra) y se plaza junto con todas sus jurisdicciones bajo la soberanía de la ciudad de Lucerna. Benzenschwil fue desde entonces lucernense hasta el final de la República Helvética en 1803. Con la creación de nuevos cantones, la región pasó a manos del recién creado cantón de Argovia. En 1813 se separa de Merenschwand para formar una comuna independiente. En diciembre de 2008 las Asambleas comunales de Benzenschwil y Merenschwand votaron la reunión de las dos comunas. El 8 de febrero de 2009 la decisión fue aprobada por el pueblo en las urnas. En Benzenschwil 176 personas votaron a favor, mientras que 104 estuvieron contra. El 1 de enero de 2012 se lleva a cabo la reunión de las dos comunas.

## Geografía
La localidad está situada en la meseta suiza, en la región del Freiamt argoviano, en el valle del río Reuss. La antigua comuna limitaba al norte con la comuna de Merenschwand, al este con Mühlau, al sur con Beinwil (Freiamt), al oeste con Geltwil, y al noroeste con Muri.

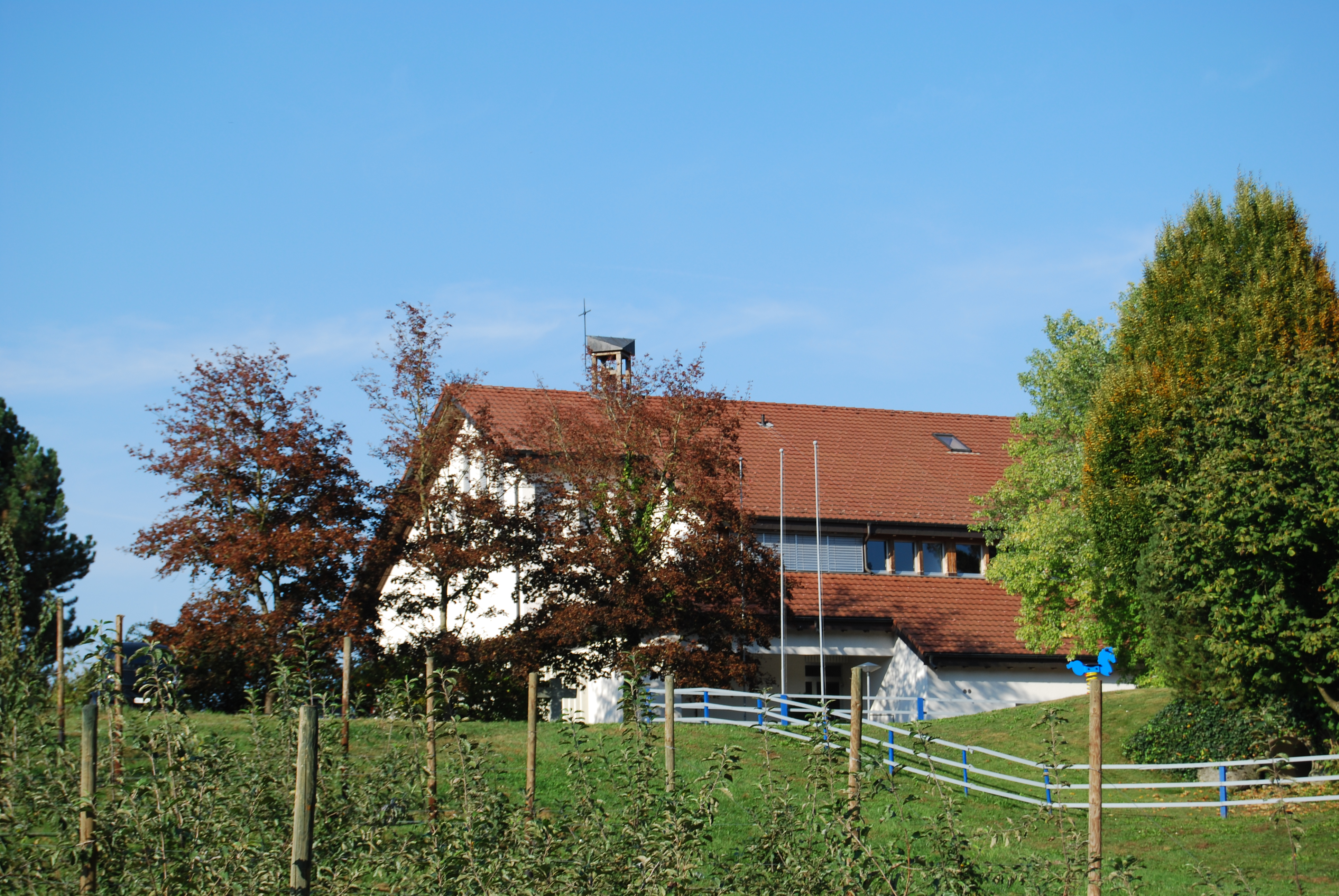
Benwenschwil.